# 斯波満理
斯波 満理（しば みつさと）は室町時代前期の武将。大野満理とも称す。大野斯波氏の初代斯波義種の子で、母は土岐頼康の娘。異母兄に斯波満種。幕府管領の斯波義将は伯父。

## 生涯
元中元年/至徳元年（1384年）、加賀守護・斯波義種の子として生まれる。伯父の義将は幕府管領として室町幕府第3代将軍・足利義満を補佐する立場にあり、父・義種もまた若年より侍所頭人や加賀・若狭・山城の各守護職を歴任するなど、斯波一門は幕府内でも大きな位置を占める家柄であった。このため満理も名門武家の御曹司として成長し、兄・満種同様、将軍・義満より偏諱（｢満｣の字）の授与を受けた。
しかし応永21年（1414年）に大野斯波家を継承していた兄・満種が4代将軍足利義持の忌避に触れて失脚すると、これまで同家が相伝してきた加賀守護職を喪失し、守護大名としての大野斯波家は没落してしまった。この状況に満理は僅か2歳の甥・持種（満種の子）の後見（もしくは家督を代行）をしたと見られ、父と同じく修理大夫の官職に任じられている。応永31年（1424年）11月6日没。享年41。法名は流芳院殿道種徳源。
満理の死後、大野斯波家は持種によって再興が進められ、やがて持種は斯波一門の長老として武衛家（斯波本家）の家政に重きを成していく事になるのである。